# Monastero di Ossios Loukas
Ossios Loukas (in greco: Ὅσιος Λουκᾶς) è un antico monastero che si trova nei pressi della città di Distomo, in Beozia (Grecia). Si tratta di uno dei principali esempi dell'arte bizantina e per questa ragione nel 1990 è stato inserito nell'elenco dei Patrimoni dell'umanità dell'UNESCO.

## Storia
Il monastero di Ossios Loukas si trova in una zona di particolare pregio paesaggistico, sulle pendici del monte Elicona. Venne fondato agli inizi del X secolo dall'eremita San Loukas le cui reliquie sono conservate all'interno del monastero cui egli diede il nome. San Loukas morì il 17 febbraio 953 ed è famoso per aver predetto all'imperatore bizantino la riconquista dell'isola di Creta (riconquista avvenuta poi nel 960 per mano di Niceforo II Foca, divenuto a sua volta imperatore tre anni più tardi).
Il tesoro più gelosamente custodito del monastero è la tomba del suo fondatore, originariamente situata nella cripta ma successivamente sistemata dove si uniscono le due chiese del complesso monasteriale. Questa sepoltura stillava, nella credenza popolare, il myron, una sorta di olio profumato che aveva il potere di guarire dalle malattie. I pellegrini venivano da ogni parte nella speranza dell'evento miracoloso, incoraggiati a dormire a fianco della tomba per poter essere risanati grazie al rito dell'incubazione. Questo continuo pellegrinaggio fu la principale fonte di sostentamento del monastero per secoli, permettendone anche l'ampliamento con la costruzione di nuovi edifici.
Attorno alla tomba si trovano dei mosaici che mostrano, oltre allo stesso San Loukas, l'egumeno Philotheos nell'atto di porgere al santo un'immagine della chiesa appena costruita.

## Architettura

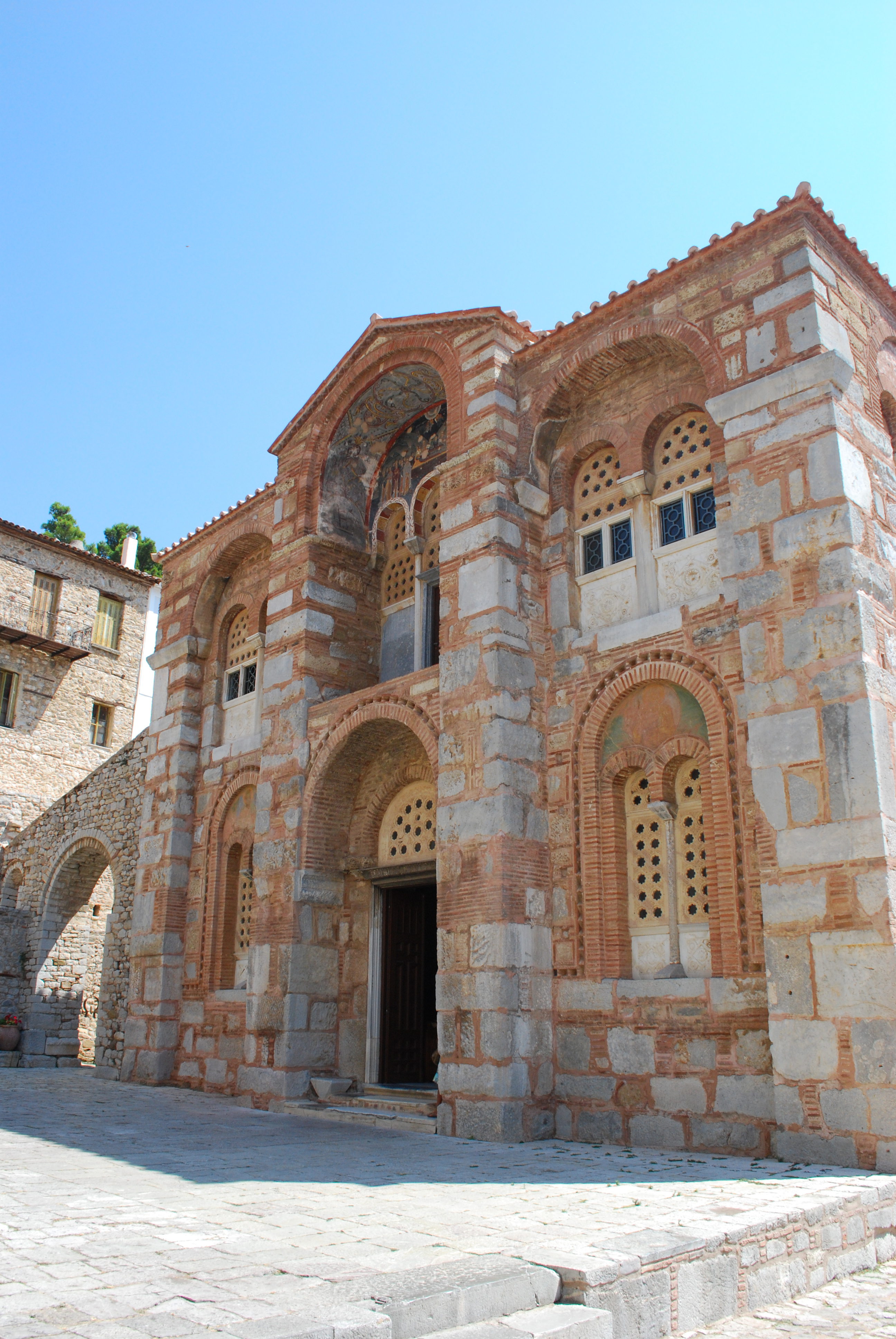
L'esterno

La chiesa dedicata a Maria Theotokos, la più antica del complesso, è anche l'unica chiesa di cui ci sia giunta notizia che sia stata costruita nella Grecia continentale nel corso del X secolo. La pianta ha la forma di un parallelogramma, molto simile a quella di Chiesa di San Giovanni Battista a Costantinopoli, la più antica di questo tipo che sia stata costruita in Grecia. I muri dell'edificio sono stati costruiti secondo la tecnica dell'opus mixtum (parte mattoni, parte pietra, parte marmo) e mostra decorazioni pseudo-cufiche.
Contigua a questa vi è una chiesa più grande, detta Katholikon, che probabilmente risale al 1011-1012. Essa è la più antica costruzione ancora esistente a cupola ottagonale, con otto pilastri eretti attorno al perimetro del naos. La cupola emisferica, senza tamburo, poggia su quattro pilastri  che hanno la funzione di provvedere alla transizione dalla base ottagonale della cupola alla base quadrata dei muri della chiesa. Su tutti e quattro i lati il cubo principale che costituisce la chiesa è sormontato da gallerie e cappelle.

## Decorazione
Ossios Loukas è il più grande dei tre monasteri bizantini dello stesso periodo che sono giunti fino a noi (gli altri due sono il monastero di Daphni e il monastero di Nea Moni, anch'essi inclusi fra i Patrimoni dell'umanità), ma è l'unico ad essere dedicato ad un singolo santo militare. La profezia di San Loukas riguardo alla riconquista dell'isola di Creta è commemorata dall'immagine di Giosuè sul muro esterno della chiesa: Giosuè era considerato il prototipo dei guerrieri della fede, il cui aiuto era stato fondamentale nelle guerre combattute contro gli Arabi. Il Katholikon contiene uno dei migliori esempi di mosaici risalenti alla dinastia macedone. Essi però non sono completi: manca l'originale immagine di Cristo Pantocratore all'interno della cupola e le figure degli arcangeli che normalmente si trovavano fra le finestre superiori.
Vi sono prove che il monastero di Ossios Loukas fosse fra i più fastosamente decorati in tutto l'impero bizantino, con sculture, superfici in oro e argento, mosaici (specialmente sulle superfici curve), dipinti, icone, candelieri, tendaggi di seta e ricchi paramenti sacri. Solo una piccola parte di tutto ciò si è conservata all'interno del complesso monasteriale, soprattutto superfici marmoree e vetrate a graticcio. Nonostante tutte le perdite subite nel corso del tempo, il Katholikon "ci dà la miglior idea possibile delle condizioni dell'interno di un edificio religioso nei primi secoli dopo la fine dell'Iconoclastia".

## Galleria d'immagini

### Architettura

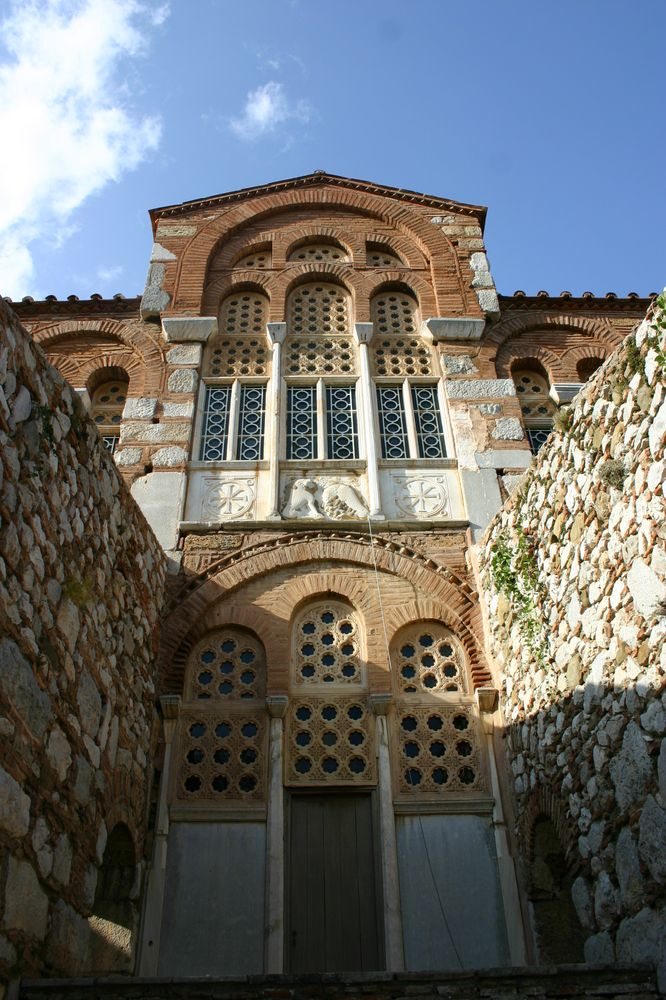
Esterno del Katholikon.
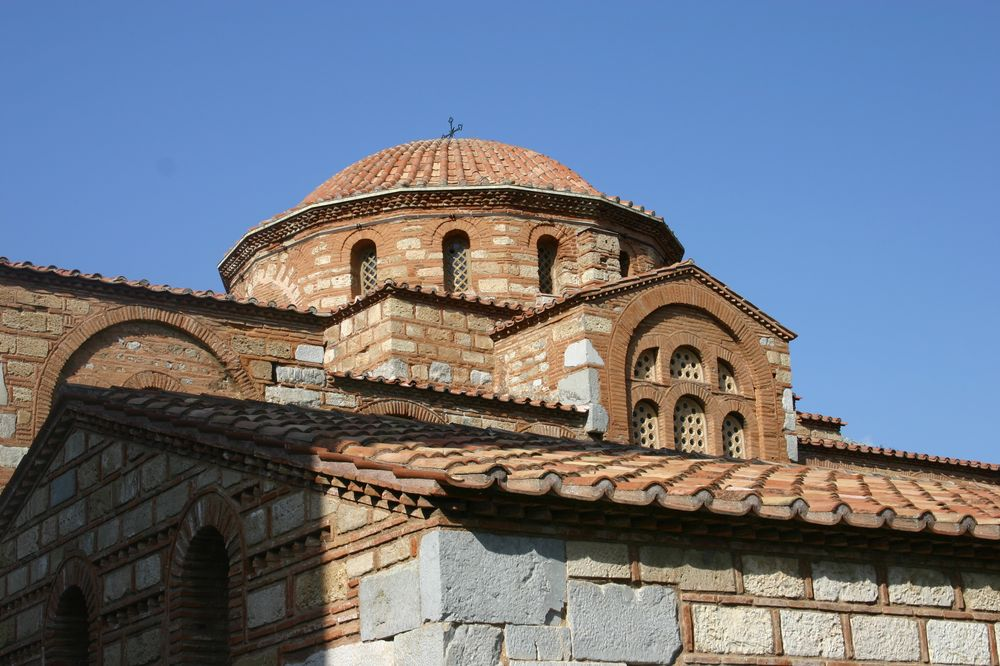
La cupola del Katholikon.
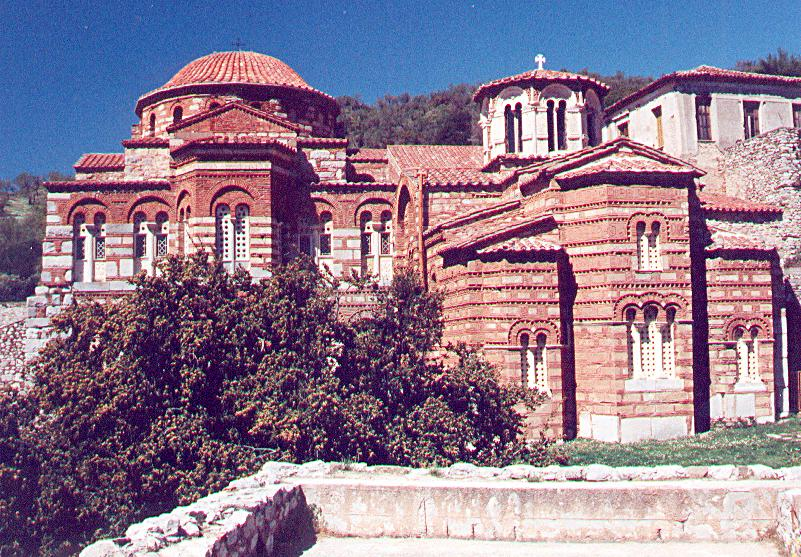
Il Katholikon (a sinistra) e la chiesa della Panaghia Theotokos (a destra).
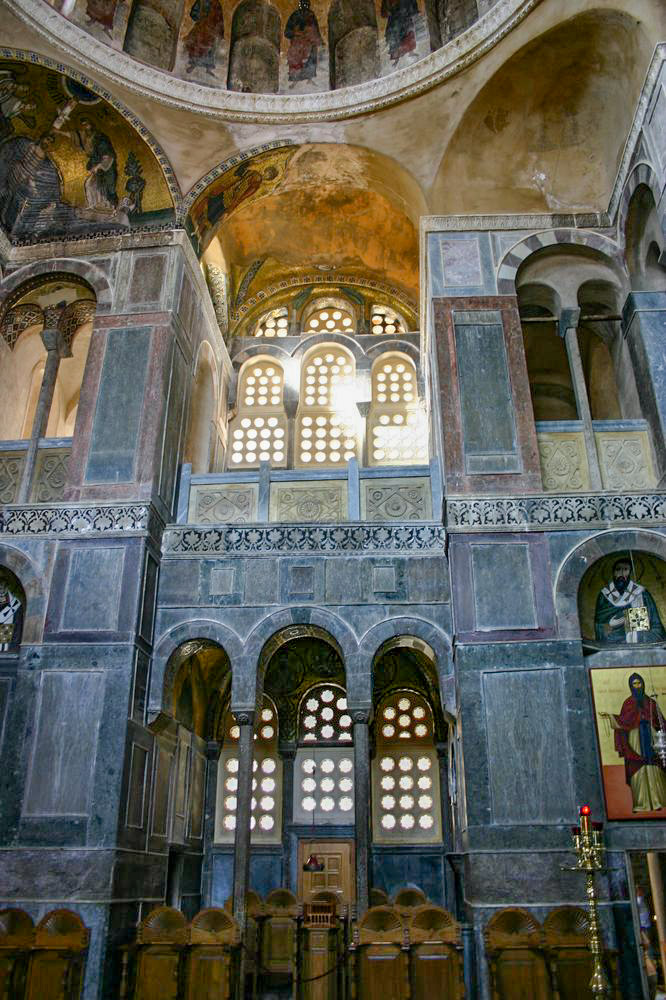
Interno del Katholikon.
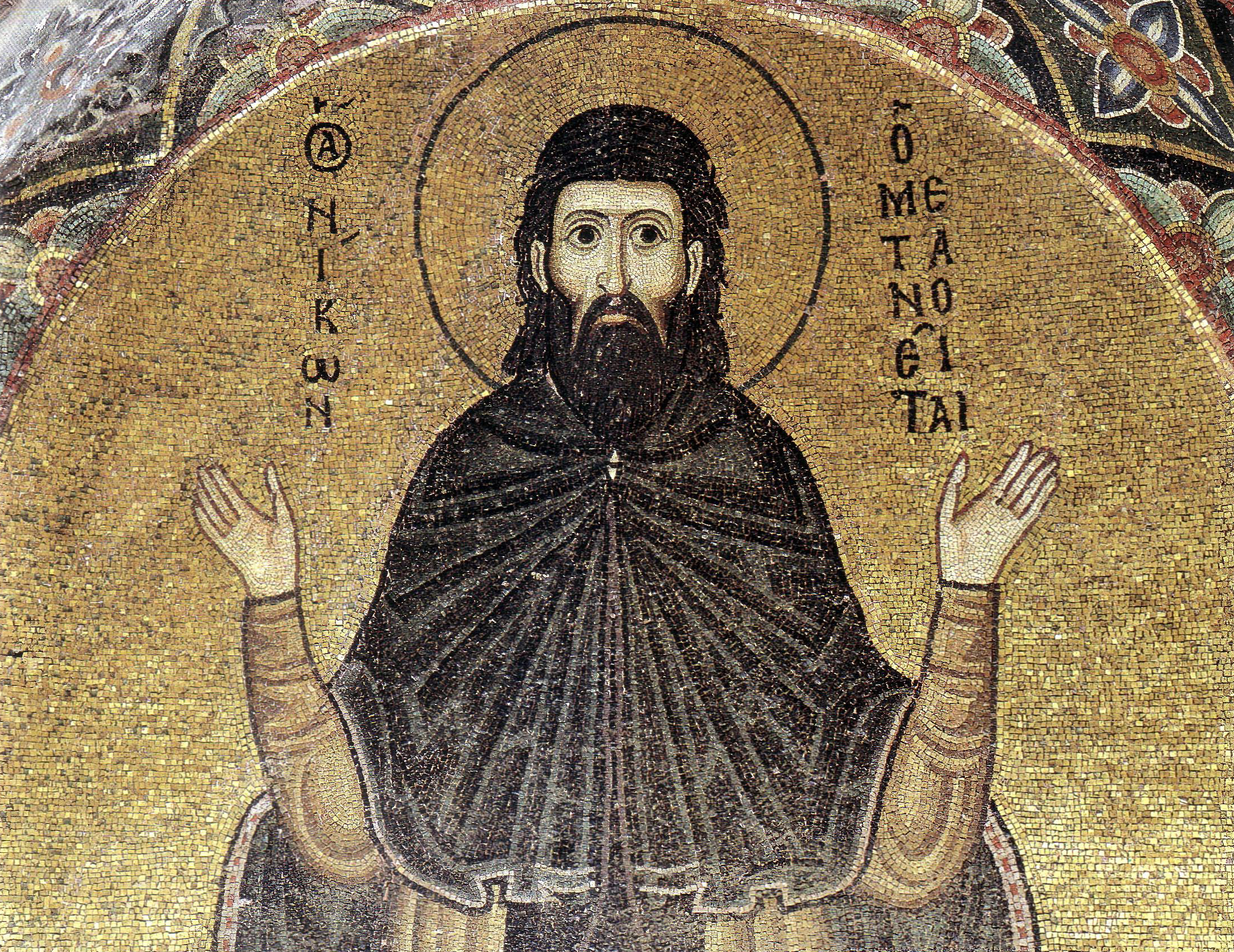
Rappresentazione del santo Nicone Metanoita.